# YikeBike

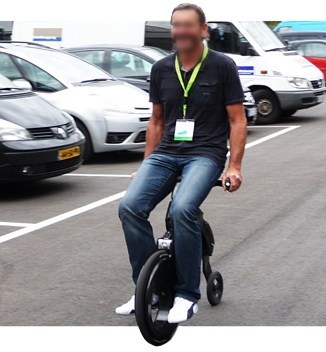
Um dos modelos de YikeBike

Yike Bike é um modelo de bicicleta elétrica inventada pelo neozelandês Grant Ryan. Leve e dobrável, a Yike Bike está disponível desde 2010.
Uma bicicleta elétrica que pesa 9,8kg, faz 20km/h, pode ser recarregada em 30 minutos. Sua bateria de fosfato de lítio faz de 9 a 10km até a próxima recarga; evita gastos com combustível e não emite qualquer poluente. Para completar, a preocupação com estacionamento também não existe: em 15 segundos, é possível dobrá-la e levar a tiracolo no metrô, no ônibus e até no elevador.
A Yike Bike é uma invenção neozelandesa e, por enquanto, só está disponível por encomenda no site do produto. O preço varia de 1995 a 3795 dólares americanos.